# سپین‌بولدک
سپین‌بولدک (به لاتین: Spin Boldak) یک منطقهٔ مسکونی در افغانستان است که در ولسوالی سپین‌بولدک واقع شده‌است. سپین‌بولدک ۱٬۲۲۲ متر بالاتر از سطح دریا واقع شده‌است.